# Ceubrek (Meurah Mulia)
Ceubrek is een bestuurslaag in het regentschap Aceh Utara van de provincie Atjeh, Indonesië. Ceubrek telt 443 inwoners (volkstelling 2010).